# بطولة أوروبا لكرة الطائرة للسيدات 1979
بطولة أوروبا لكرة الطائرة للسيدات 1979 (بالفرنسية: Championnat d'Europe féminin de volley-ball 1979)‏ هو الموسم 11 من بطولة أمريكا الجنوبية لكرة الطائرة للرجال ‏. أقيم خلال الفترة 5 أكتوبر 1979 وحتى 13 أكتوبر 1979، وأشرف على تنظيمه الاتحاد الأوروبي للكرة الطائرة، وكان عدد الأندية المشاركة فيه 12، وفاز فيه Soviet Union women's national volleyball team ‏.